# .ms
.ms (Montserrat) é o código TLD (ccTLD) na Internet para o Monserrate.